# Ángel Muro
Ángel Muro Goiri (1839-1897) fue un gastrónomo, escritor e ingeniero español.

## Biografía
Nació en 1839, aparentemente en Madrid, aunque siendo las primeras etapas de su biografía bastante desconocidas se le ha hecho en el pasado también natural de Galicia y de Cameros. En 1859 contrajo matrimonio con Céline Renooz, quien sin embargo le dejó en 1876. Muro escribió tratados culinarios especializados en la cocina española, y sus recetarios eran de consulta por los cocineros del comienzo de siglo XX. Falleció el 13 de agosto de 1897 en la localidad pontevedresa de Bouzas, en la actualidad parte de Vigo.

## Obra
- El practicón: tratado completo de cocina al alcance de todos y aprovechamiento de sobras: libro de recetas publicado por primera vez en 1894, «enormemente popular» hasta finales de la década de 1920, con múltiples reediciones en esos años.[2]
- Escritos gastronómicos. Tomo 1. Edición de José-María Pisa, La Val Onsera, 2002. Recoge lo que también se podría llamar Obra completa de Ángel Muro, se publica el Almanaque de "Conferencias culinarias" para el año bisiesto de 1892, así como el prólogo que escribió "Camilo de Cela", para La cocina por gas. Agenda de cocina para 1897.
- Diccionario general de cocina. Edición moderna, agotada, por R&B, 1996.